# (252) Clementina
(252) Clementina – planetoida z grupy pasa głównego asteroid okrążająca Słońce w ciągu 5 lat i 227 dni w średniej odległości 3,16 j.a. Została odkryta 11 października 1885 roku w Nicei przez Josepha Perrotina. Pochodzenie nazwy planetoidy jest nieznane.